# سحلية ذات الاقدام الطويلة
سحلية ذات الاقدام الطويلة (باللاتينية: Acanthodactylus aegyptius) (بالإنجليزية: Long-footed Lizard) أو (بالإنجليزية: Egyptian Sand Lizard) ، هو نوع ينتمي إلى (فصيلة: 	Lacertidae) .

## روابط خارجية
- زواحف المملكة العربية السعودية
- الزواحف والبرمائيات في مصر
- التنوع البيولوجي في مصر[وصلة مكسورة]
- الحياة البرية في الإمارات
- التنوع الحيوي بالسلطنة نسخة محفوظة 14 أغسطس 2014 على موقع واي باك مشين.
- دليل الحياة البرية في تونس
- متحف الزواحف في كلية علوم دمياط